# اینزون
اینزون (به اسپانیایی: Ainzón) یک شهرستان در اسپانیا است که در استان ساراگوسا واقع شده‌است.